# Перетти, Роберто
Роберто "Боб" Перетти (итал. Roberto Peretti, род. 12 апреля 1966 года, в г.Турине, провинция Турин, Италия) — итальянский шорт-трекист, участвовал на Олимпийских играх 1988, 1992 годов. Двукратный чемпион мира. У Роберто есть родная сестра Марция Перетти, участница Олимпийских игр 1980, 1984 годов в конькобежном спорте, чемпионка мира в шорт-треке 1980 года.

## Спортивная карьера
Роберто Перетти впервые выступил на международном уровне в сезоне 1985/86 года, где участвовал в кубке Европы, в конце сезона он занял 7 место в общем зачёте. В следующем году на чемпионате мира в Монреале выиграл серебряную медаль в эстафете. Но уже в 1988 году, незадолго до Олимпиады эстафетная команда Италии завоевала золото мирового чемпионата в Сент-Луисе. На Олимпиаду в Калгари, где шорт-трек был демонстрационным видом спорта команда приехала в числе фаворитов в эстафете. Но сначала Перетти вышел в финал на 1500 метров, но остался в шаге от наград, заняв 4-е место. На 1000 метров проиграл в полуфинале и остался на 6 месте. В эстафете борьба развернулась между чемпионами Европы голландцами и итальянцами. Победу одержали голландцы, а итальянцы стали вторыми.
Следующую награду Перетти выиграл только через 3 года на зимней Универсиаде на дистанции 3000 метров взял серебро. На Олимпийских играх в Альбервилле Боб выступал только в эстафете и команда заняла лишь 8 место. В 1993 году на командном чемпионате мира в Будапеште одержал победу в составе Мирко Вюллермина, Хуго Херрнхофа, Орацио Фагоне и Диего Каттани, став двукратным чемпионом мира. И в том же месяце в эстафете выиграл серебряную медаль чемпионата мира в Пекине. В сезоне 1993/94 года Перетти выступал ещё на Кубке Европы, но он занял лишь 23 место в общем зачёте. После  того сезона он закончил свою карьеру. 

## Карьера в медицине
В 2001 году Перетти вступил в International Council of Osteopaths (международная остеопатическая ассоциация). В 2006 году на Олимпийских играх в Турине был ответственным координатором отрасли физиотерапии в сотрудничестве с Olympic Medical Service. Роберто Перетти является руководителем медицинского центра спортивной реабилитации Physio&Lab основанного на передовых технологиях в ортопедической и спортивной реабилитации, в профилактике травматизма и в детской физиотерапии. Более 20 лет он выступал на разных конференциях посвящённых Sport Physiotherapy. Роберто Перетти является физиотерапевтом, остеопатом, профессором медицинских наук.